# Blaues Band der Flensburger Förde
Das Blaue Band der Flensburger Förde ist eine Wettfahrt im Rahmen der Flensburger Fördewoche, die seit 1910 jährlich im Herbst vom Flensburger Segel-Club (FSC) in Glücksburg veranstaltet wird.

## Geschichte
Das „Blaue Band“ wurde im Jahr 1948 vom FSC als Wanderpreis gestiftet und erstmals auf der Flensburger Förde für das schnellste an der Förde beheimatete Boot vergeben. Die Idee geht auf das FSC-Vereinsmitglied Helmuth Outzen zurück, der diesen Preis zur Neubelebung des Wettsegelns nach dem Ende des Zweiten Weltkrieges vorschlug. Die Flensburger Segler durften erst ab 1947 innerhalb eines eng begrenzten und deshalb sogenannten „Idiotendreiecks“ auf der Förde zwischen Flensburg, Mürwik und Wassersleben ihrem Sport nachgehen. Nachdem der Korridor bis nach Schausende zum Segeln frei gegeben worden war, konnte das „Blaue Band“ zum ersten Mal ausgesegelt werden. Es gewann Hans Lindner mit seiner Yacht Irene.
Die Wettfahrt um das „Blaue Band“ der Flensburger Förde und der Herausforderungspreis der Firma Transit Transport Flensburg für das schnellste an der Flensburger Förde beheimatete Einrumpfboot nach gesegelter Zeit wird in der Regatta 7 während der vom FSC veranstalteten Regatten der jährlichen Fördewoche im September eines Jahres durchgeführt.  Da hier die schnellste Yacht als First Ship Home den Preis gewinnt, ist der Sieg mit hohem Prestige gerade für die großen Yachten und ihre Eigner verbunden, die sonst oftmals kleineren Booten nach berechneter Zeit den Vortritt lassen müssen.
| Jahr | Yacht-Name                     | Yacht-Typ              | Eigner/Steuermann                     | Club |
| ---- | ------------------------------ | ---------------------- | ------------------------------------- | ---- |
| 1948 | Irene                          | 60 m²                  | Hans Lindner                          | FSC  |
| 1949 | Klaar Kimming                  | 6mR                    | Otto Brink                            | FSC  |
| 1950 | Skagerrak                      | 75 m²                  | Christian Vith                        | FSC  |
| 1951 | Skagerrak                      | 75 m²                  | Christian Vith                        | FSC  |
| 1952 | Irene                          | 60 m²                  | Hans Lindner                          | FSC  |
| 1953 | Kliff                          | 60 m²                  | Rudolf Christiansen                   | FSC  |
| 1954 | Kliff                          | 60 m²                  | Rudolf Christiansen                   | FSC  |
| 1955 | Gunna IV                       | 8mR                    | Jacob Staats                          | FSC  |
| 1956 | Gunna IV                       | 8mR                    | Jacob Staats                          | FSC  |
| 1957 | Gunna IV                       | 8mR                    | Jacob Staats                          | FSC  |
| 1958 | Ostwind                        | 12mR                   | MSM / KK Helmut Noak                  | FSC  |
| 1959 | Ostwind                        | 12mR                   | MSM / KK Helmut Noak                  | FSC  |
| 1960 | Ostwind                        | 12mR                   | MSM / FADM Karl-Adolf Zenker          | FSC  |
| 1961 | Westwind                       | 12mR                   | MSM / KZS Heinrich Erdmann            | FSC  |
| 1962 | Westwind                       | 12mR                   | MSM / FADM Erdmann                    | FSC  |
| 1963 | Ostwind                        | 12mR                   | MSM / LZS Jan-Eike Wolff              | FSC  |
| 1964 | Troll                          | 80 m²                  | Harald und Jürgen Petersen            | FSC  |
| 1965 | Nordsee                        | ex Germania V          | HYS / Rudolf Koppenhagen              | FSC  |
| 1966 | Möwe, ex AR                    | 125 m² Seefahrtkreuzer | HYS / Atze Lehmann                    | FSC  |
| 1967 | Jan Pott III                   | Sparkman & Stephens    | Norbert Lorck-Schierning              | FSC  |
| 1968 | Ostwind                        | 12mR                   | MSM / KL Gneiting                     | FSC  |
| 1969 | Ostwind                        | 12mR                   | MSM / FK Nehls                        | FSC  |
| 1970 | Ostwind                        | 12mR                   | MSM / KL von Hobe                     | FSC  |
| 1971 | Ostwind                        | 12mR                   | MSM / KL Heusinger von Waldegg        | FSC  |
| 1972 | Jan Pott IV                    | Swan 53                | Norbert Lorck-Schierning              | FSC  |
| 1973 | Jan Pott IV                    | Swan 53                | Norbert Lorck-Schierning              | FSC  |
| 1974 | Jan Pott V                     | One Off                | Norbert Lorck-Schierning              | FSC  |
| 1975 | Jan Pott V                     | One Off                | Norbert Lorck-Schierning              | FSC  |
| 1976 | Nautila                        | ex Jan Pott III        | Wolfgang Gresch                       | FSC  |
| 1977 | Ostwind                        | 12mR                   | MSM / KL Hass                         | FSC  |
| 1978 | Glücksburg                     | ex Jan Pott V          | HYS / Atze Lehmann                    | FSC  |
| 1979 | Glücksburg                     | ex Jan Pott V          | HYS / Atze Lehmann                    | FSC  |
| 1980 | Jan Pott VI                    | German Frers           | Norbert Lorck-Schierning              | FSC  |
| 1981 | Jan Pott VI                    | German Frers           | Norbert Lorck-Schierning              | FSC  |
| 1982 | Jan Pott VI                    | German Frers           | Norbert Lorck-Schierning              | FSC  |
| 1983 | Jan Pott VI                    | German Frers           | Norbert Lorck-Schierning              | FSC  |
| 1984 | Jan Pott VI                    | German Frers           | Norbert Lorck-Schierning              | FSC  |
| 1985 | Interocean                     | Helmsman               | Lothar Köhler                         | SVF  |
| 1986 | Barracuda                      | Helmsman               | Lothar Köhler                         | SVF  |
| 1987 | Jan Pott VI                    | German Frers           | Norbert Lorck-Schierning              | FSC  |
| 1988 | Jan Pott VI                    | German Frers           | Norbert Lorck-Schierning              | FSC  |
| 1989 | Glücksburg                     | Baltic 63              | HYS / Atze Lehmann                    | FSC  |
| 1990 | Glücksburg                     | Baltic 63              | HYS / Atze Lehmann                    | FSC  |
| 1991 | Glücksburg                     | Baltic 63              | HYS / Atze Lehmann                    | FSC  |
| 1992 | Glücksburg                     | Baltic 63              | HYS / Atze Lehmann                    | FSC  |
| 1993 | nicht ausgesegelt wegen Flaute |                        |                                       |      |
| 1994 | Glücksburg                     | Baltic 63              | HYS / Atze Lehmann                    | FSC  |
| 1995 | Glücksburg                     | Baltic 63              | HYS / Atze Lehmann                    | FSC  |
| 1996 | Baltic Starlet                 | X-442                  | Jan Kruse                             | FSC  |
| 1997 | Glücksburg                     | Baltic 63              | HYS / Atze Lehmann                    | FSC  |
| 1998 | Glücksburg                     | Baltic 63              | HYS / Atze Lehmann                    | FSC  |
| 1999 | Baltic Starlet                 | X-442                  | Jan Kruse                             | FSC  |
| 2000 | Mummert & Partner              |                        | Christian Dreyer                      | FSC  |
| 2001 | Baltic Starlet                 | X-442                  | Jan Kruse                             | FSC  |
| 2002 | Glücksburg                     | Baltic 63              | HYS / Atze Lehmann                    | FSC  |
| 2003 | Babs                           | Swan 45                | Bobby Luchte                          | WVG  |
| 2004 | Hansa                          | X-612                  | HYS / Jan Meincke                     | DHH  |
| 2005 | No Limits                      | X-332                  | Lars und Sven Christensen             | SSFH |
| 2006 | Il Vitello                     | Comet 45 S             | Christoph Avenarius / Gorm Gondesen   | FSC  |
| 2007 | Il Vitello                     | Comet 45 S             | Christoph Avenarius / Gorm Gondesen   | FSC  |
| 2008 | Il Vitello                     | Comet 45 S             | Christoph Avenarius / Gorm Gondesen   | FSC  |
| 2009 | Black Jack                     | Swan 60                | John Welding                          | FSC  |
| 2010 | Black Jack                     | Swan 60                | John Welding                          | FSC  |
| 2011 | Shakti                         | Rogers 46              | Christoph Avenarius / Gorm Gondesen   | FSC  |
| 2012 | Shakti                         | Rogers 46              | Christoph Avenarius / Gorm Gondesen   | FSC  |
| 2013 | Black Jack                     | Swan 60                | Barbara Welding                       | FSC  |
| 2014 | Shakti                         | KER 46                 | Christoph Avenarius / Gorm Gondesen   | FSC  |
| 2015 | Sphinx, ex Ostwind             | 12mR                   | Jochen Frank / Gorm Gondesen          | FSC  |
| 2016 | Sphinx                         | 12mR                   | Jochen Frank / Gorm Gondesen          | FSC  |
| 2017 | Sphinx                         | 12mR                   | Jochen Frank / Gorm Gondesen          | FSC  |
| 2018 | Sphinx                         | 12mR                   | Jochen Frank / Gorm Gondesen          | FSC  |
| 2019 | Sydbank                        | X-41                   | Sven Christensen / Torsten Bastiansen | FYC  |
| 2020 | Sydbank                        | X-41                   | Sven Christensen / Torsten Bastiansen | FYC  |
| 2021 | Nini Anker                     | 12mR                   | Christoph Avenarius                   | FSC  |
| 2022 | Sphinx                         | 12mR                   | Jochen Frank                          | FSC  |
| 2023 | Sphinx                         | 12mR                   | Jochen Frank                          | FSC  |
| 2024 | Sphinx                         | 12mR                   | Jochen Frank                          | FSC  |

Verwendete Abkürzungen in der Liste:
- DHH = Deutscher Hochseesportverband HANSA, (Hamburg)
- FSC = Flensburger Segel-Club, (Glücksburg, Quellental)
- FYC = Flensborg Yachtclub, (Flensburg, Fahrensodde)
- HYS = Hanseatische Yachtschule, (Glücksburg, Quellental)
- MSM = Marineschule Mürwik, (Flensburg, Mürwik)
- NRV = Norddeutscher Regatta Verein, Hamburg
- SSFH = Segel-Sport Flensburg-Harrislee (Flensburg, Wassersleben)
- SYF = Segler-Vereinigung Flensburg, (Flensburg, Fahrensodde)
- WVG = Wassersportverein Galwik, (Flensburg, Hafen)
- FADM = Flottillenadmiral
- KZS = Kapitän zur See
- FK = Fregattenkapitän
- KK = Korvettenkapitän
- KL = Kapitänleutnant
- LZS = Leutnant zur See